# Partito Nazionale Fascista

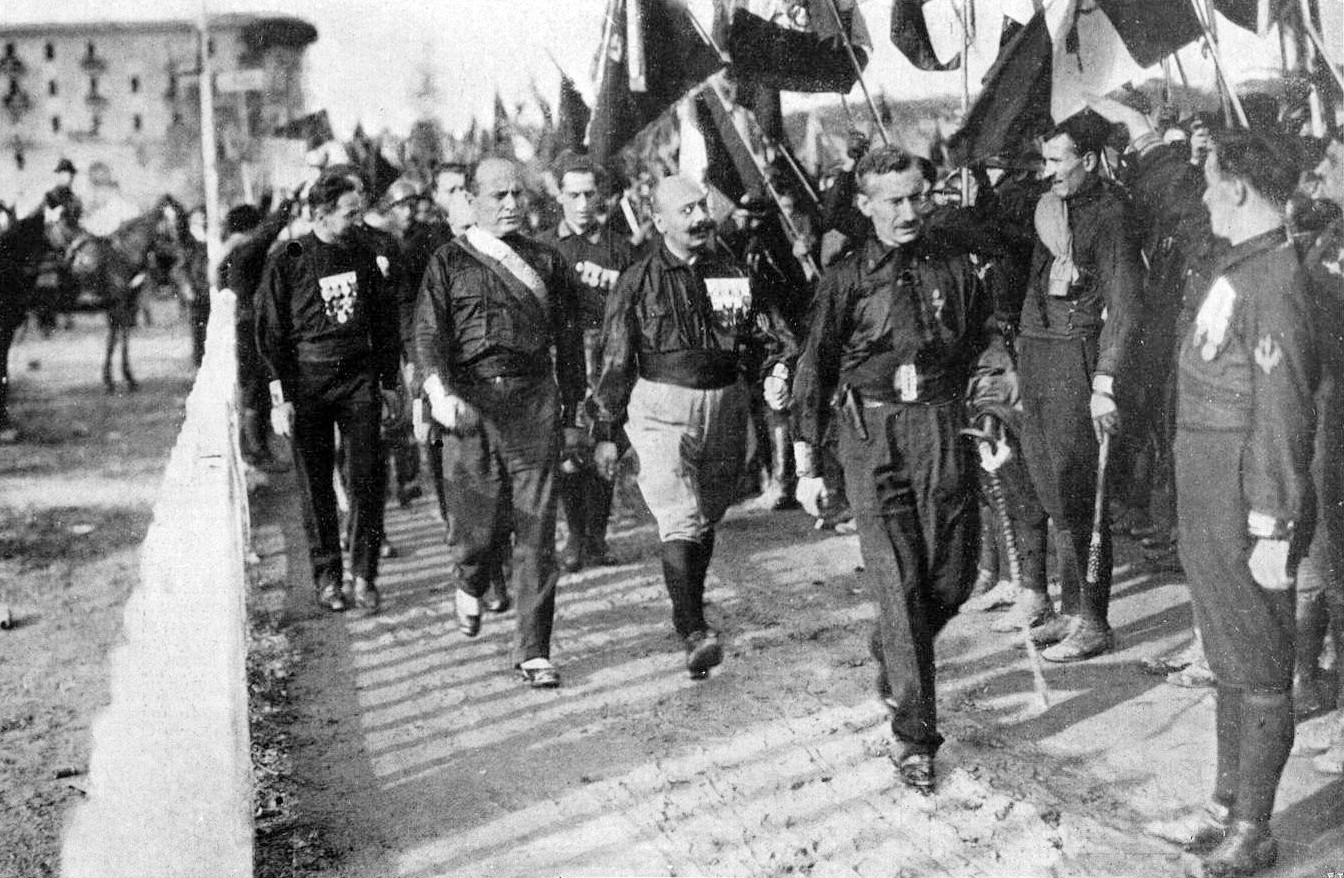
Mussolini mit Parteimitgliedern beim Marsch auf Rom

Partito Nazionale Fascista (kurz PNF, deutsch wörtlich Faschistische Nationalpartei oder Nationale Faschistische Partei, in der Fachliteratur meist vereinfacht faschistische Partei genannt) war von 1921 bis 1943 die Partei der italienischen Faschisten. 
Der PNF ging aus den 1919 von Benito Mussolini gegründeten Italienischen Kampfbünden hervor und war seit dem Marsch auf Rom von 1922 Teil einer Koalitionsregierung mit Mussolini als Ministerpräsident. Seit den Parlamentswahlen von 1924 verfügte die vom PNF angeführte Parteienliste über eine parlamentarische Zweidrittelmehrheit, anschließend wurde der PNF von 1926 bis 1943 die diktatorische Staatspartei des faschistischen Italien.
Nach dem Sturz Mussolinis im Juli 1943 und dem Verbot der faschistischen Partei durch das Kabinett Badoglio im August wurde der PNF in der neugegründeten Sozialrepublik von Salò im September 1943 vom Partito Fascista Repubblicano (PFR) abgelöst.

## Geschichte
Die faschistische Bewegung bestand vor der Parteigründung vor allem aus den paramilitärischen Fasci di Combattimento. Durch die Parteigründung am 9. November 1921 in Rom wurde die Umwandlung in eine umfassende politische Vereinigung vollzogen. Hauptaufgabe des PNF war es zunächst, dem italienischen Bürgertum die Angst vor einer faschistischen Eigendynamik zu nehmen und ihm so den Faschismus als attraktive Möglichkeit zur Bekämpfung einer wahrgenommenen sozialistischen Gefahr anzubieten.
Während des Marsches auf Rom der Faschisten, konnte Mussolini die Kombination aus politischer Partei und militanter Massenbewegung als effektives Druckmittel nutzen, um an die Macht zu gelangen. So wurde Mussolini am 29. Oktober 1922 Ministerpräsident, noch bevor der eigentliche Marsch auf Rom begonnen hatte, dieser fand erst zwei Tage später statt.
Nach massiven Änderungen der Wahlgesetze durch das sog. „Acerbo-Gesetz“ gewann der PNF deutlich die äußerst umstrittenen Wahlen vom April 1924. Ab 1928 war der PNF per Gesetz die einzige zugelassene Partei Italiens, was sich bis 1943 nicht änderte. Die Partei wurde nach der Verhaftung Mussolinis und seiner von Dino Grandi eingeleiteten Absetzung im Großen Faschistischen Rat am 24. Juli 1943 aufgelöst und am 27. Juli offiziell von der Regierung Pietro Badoglios verboten.
Nach der Befreiung Mussolinis („Unternehmen Eiche“) im September 1943 errichtete das Deutsche Reich in den von der Wehrmacht besetzten Gebieten Norditaliens einen Marionettenstaat, die Italienische Sozialrepublik („Republik von Salò“), in der die Partei am 13. September als Republikanische Faschistische Partei (Partito Fascista Repubblicano, PFR) wiederbelebt wurde. Parteivorsitzender war Alessandro Pavolini, Staats- und Regierungschef Benito Mussolini. Mit der Tötung Mussolinis durch die Resistenza und der Auflösung der Republik von Salò verschwand auch der PFR im April 1945.

## Symbole

Flagge 1919–1923
Flagge 1934–1943

Wichtigstes Symbol des PNF war die Fascis, auch Liktorenbündel genannt. In der Antike war es das Amtssymbol der höchsten Machthaber bei den Etruskern und später im Römischen Reich. Die Rutenbündel wurden diesen von ihren Amtsdienern, den Liktoren, vorangetragen.

## Sekretäre der Nationalen Faschistischen Partei
- Michele Bianchi (November 1921 bis Januar 1923)
- Triumvirat: Michele Bianchi, Nicola Sansanelli, Giuseppe Bastianini (Januar 1923 bis Oktober 1923)
- Francesco Giunta (15. Oktober 1923 bis 22. April 1924)
- Quattuorvirat: Roberto Forges Davanzati, Cesare Rossi, Giovanni Marinelli, Alessandro Melchiorri (23. April 1924 bis 15. Februar 1925)
- Roberto Farinacci (15. Februar 1925 bis 30. März 1926)
- Augusto Turati (30. März 1926 bis 7. Oktober 1930)
- Giovanni Giuriati (Oktober 1930 bis Dezember 1931)
- Achille Starace (Dezember 1931 bis 31. Oktober 1939)
- Ettore Muti (31. Oktober 1939 bis 30. Oktober 1940)
- Adelchi Serena (30. Oktober 1940 bis 26. Dezember 1941)
- Aldo Vidussoni (26. Dezember 1941 bis 19. April 1943)
- Carlo Scorza (19. April 1943 bis 25. Juli 1943)